# Carev most
Carev most je most preko rijeke Zete u Nikšiću. Izgrađen je kao dio kolskog puta Podgorica - Nikšić 1894. ili po drugim izvorina 1896. Projektirao ga je trogirski graditelj i arhitekt Josip Slade. Smatra se jednim od najljepših mostova ove vrste u Crnoj Gori.
Most izgrađen od tesanog kamena je dug 263 m, a visok 12 m, te počiva na svodovima s 18 okana. Gradnju koja je trajala 6 mjeseci pomogao je ruski car Aleksandar III. po kojem je i dobio ime.

## Vanjske poveznice
|  | Zajednički poslužitelj ima još gradiva o temi Carev most |